# Alexandr (Světlakov)
Alexandr (světským jménem: Andrej Ivanovič Světlakov; 4. srpna 1839, Nižňaja Maza – 8. října 1895, Kaluga) byl ruský duchovní Ruské pravoslavné církve a biskup kalužský a borovský.

## Život
Narodil se 4. srpna 1839 ve vesnici Nižňaja Maza Simbirské gubernie v rodině ponomara.
Navštěvoval Syzraňské duchovní učiliště a roku 1860 dokončil Simbirský duchovní seminář.
Oženil se. Dne 27. září 1860 byl rukopoložen na jereje a začal sloužit ve vesnici Gorodišče. Krátce poté byl převeden do vesnice Kulďuševo.
Roku 1870 mu zemřela manželka a děti, přežil jen jeden syn. Následující rok nastoupil na Kazaňskou duchovní akademii, kterou dokončil roku 1875.
Byl učitelem Zákona Božího na Nižněnovgorodském gymnáziu.
Dne 24. září 1883 byl postřižen na monacha se jménem Alexandr. Byl jmenován rektorem Betánského duchovního semináře. Dne 25. září byl povýšen na archimandritu.
Dne 30. června 1885 byl rukopoložen na biskupa možajského a vikáře moskevské eparchie. Od 11. ledna 1892 byl biskupem dmitrovským a prvním vikářem moskevské eparchie.
Od 1. srpna do 9. srpna 1893 dočasně spravoval moskevskou eparchii.
Dne 24. ledna 1894 byl ustanoven biskupem kalužským a borovským.
Onemocněl rakovinou a 8. října 1895 zemřel.